# Gran Turismo 4 Prologue
Gran Turismo 4 Prologue est un jeu vidéo de course automobile développé par Polyphony Digital et édité par Sony Computer Entertainment en 2003 sur PlayStation 2. Il fait partie de la série Gran Turismo.
Gran Turismo 4 Prologue constitue un prologue de Gran Turismo 4, sorti un an après. À la manière de Gran Turismo Concept (2001), le jeu propose un contenu limité et fut vendu à prix réduit.

## Description
Selon son créateur, Kazunori Yamauchi, le jeu a été conçu « comme une école de perfectionnement à la conduite ». Le principal mode de jeu comprend un ensemble de leçons appliqués et d'épreuves qui couvrent différents aspects du pilotage, des principes de base à des techniques plus pointues. Ces défis contextuelles reprennent le principe des épreuves de permis de conduite caractéristiques de la série.
Le joueur peut débloquer jusqu'à 64 véhicules au total. Cinq circuits sont disponibles, tous inédits : Tsukuba Circuit, New York, Grand Canyon, Fuji Speedway et Citta Di Arria. Le jeu propose également un mode arcade, dans lequel le joueur court en contre-la-montre, sur deux tours seulement.
Selon son créateur, l'avancée constituée par le nouveau moteur physique de jeu est la plus importante depuis l'inauguration de la série en 1997.

## Making of
Proposé en édition limitée, le coffret du jeu comprend un DVD vidéo intitulé « Making Of ». Celui-ci contient pour l'essentiel un film de 30 min appelé « Leçon de pilotage » qui introduit succinctement le joueur aux techniques de conduite sportive, notamment la notion de pilotage coulé et de trajectoires. Le film met aussi en exergue les essais réalisés sur circuit par les membres de l'équipe de développement afin de mieux comprendre le comportement et les réactions des véhicules. Le DVD comprend également un clip sur les « coulisses » des essais, une bande-annonce de GT4 et une galerie d'images des véhicules du jeu.

## Exploitation et réception
Le jeu a été distribué en Europe, au Japon, en Corée du Sud et dans quelques pays de l'Asie du Sud. Il s'est écoulé à plus d'un million d'exemplaires.
Gran Turismo 4 Prologue a reçu un accueil divers de la part des médias spécialisés, allant du très positif au plus mitigé. D'une manière générale, les testeurs ont salué les qualités esthétiques du jeu et le réalisme de son moteur physique. Les principales critiques ont porté sur le contenu limité du jeu, notamment compte tenu de son prix de vente, souvent jugé trop élevé.

## Équipe de développement
- Producteur, directeur : Kazunori Yamauchi
- System Optimization : Seiichi Ikiuo
- Graphic Optimization : Yoshihiko Kurata
- Data Optimization : Takahito Tejima
- Simulation Algorithm : Akihito Tan

## À noter
- Le jeu est compatible avec les volants à retour de force Logitech « GT Force » et « Driving Force Pro ».
- En remportant les permis du jeu, et en préservant sa sauvegarde, les permis correspondant sont automatiquement considérés comme acquis au lancement de Gran Turismo 4.
- Le jeu a été proposé en « édition limitée », avec une jaquette comportant la signature de Kazunori Yamauchi.